# Khénifra
Khénifra (arabisch خنيفرة, DMG Ḫunaifira, Zentralatlas-Tamazight ⵅⵏⵉⴼⵕⴰ Xenifṛa) ist die etwa 118.000 Einwohner (2014) zählende Hauptstadt der Provinz Khénifra in der Region Béni Mellal-Khénifra im Zentrum Marokkos. Seit der alawitische Sultan Mulai Ismail Ende des 17. Jahrhunderts eine Kasbah errichten ließ, gehörte die Stadt überwiegend zum Einflussbereich der Sultane. Sie ist ein Gewerbe- und Handelszentrum sowie Marktort für Ackerbauprodukte und Zentrum der Schafzucht.

## Namen
Die Herkunft des Namens Khénifra wird unterschiedlich gedeutet: Er könnte vom berberischen khanfar abgeleitet sein, das mit „Angriff“ übersetzt wird und bei der wechselvollen Geschichte der Region plausibel erscheint. Eine alternative Begründung ist die Anekdote von einem starken Mann, der auf der Straße Passanten belästigt haben soll. Daneben gibt es das beliebte Spiel akhanfer, das „fangen“ bedeutet. Die Abstammung von al-hafra („Grube“) würde sich auf die Lage zwischen den Bergen beziehen. Der Namenszusatz Khénifra al-hamra („das rote Khénifra“) könnte das rotbraune Land oder die rötlichen Häuserfassaden meinen.

## Lage und Klima
Khénifra liegt am Fluss Oum er-Rbia in einer Höhe von ca. 835 m am Nordwestrand des Mittleren Atlas an der Nationalstraße 8 (route impériale), der im Mittelalter als Kamelkarawanenroute zwischen Fès im Nordosten und Marrakesch bzw. Sidschilmasa im Süden große Bedeutung zukam. Die nächste größere Stadt Richtung Norden ist das ca. 82 km (Fahrtstrecke) entfernte Azrou; ca. 100 bzw. 125 km in Richtung Südwesten liegen Kasba Tadla und Beni-Mellal und etwa 135 km südöstlich befindet sich die Stadt Midelt. Das Klima ist gemäßigt bis warm; Regen (ca. 635 mm/Jahr) fällt hauptsächlich im Winterhalbjahr.

## Bevölkerung
| Jahr      | 1994   | 2004    | 2014    | 2024    |
| Einwohner | 83.040 | 101.605 | 117.510 | 123.738 |

Der überwiegende Teil der Einwohner ist berberischer Abstammung; gesprochen werden sowohl regionale Berberdialekte als auch Marokkanisches Arabisch.

## Geschichte
Mit der Eroberung durch die Almoraviden im Jahr 1057/58 begann die Region über Jahrhunderte im Grenzbereich zwischen dem Land, das von den Sultanen verwaltet wurde (bled al-makhzen), und dem Einflussbereich verschiedener Berberstämme, also dem „Land der Abtrünnigen“ (bled as-siba), zu liegen. Anfang des 17. Jahrhunderts stellte die berberische Dila-Bruderschaft eine Bedrohung für die herrschende Alawiden-Dynastie dar. Sultan Mulai ar-Raschid vertrieb in den Jahren 1668/69 den Sufi-Orden; 1677 konnte sein Nachfolger Mulai Ismail nur mit Mühe einen Sieg über die wieder zurückgekehrten Ordenskrieger erringen. Die Gegend am Fuß der Berge war ein Winterlagerplatz für Viehnomaden des Ait-Affi-Stammes, eines Zweiges der Zaian-Berber. Über die Geschichte Khénifras ist nichts Genaueres aus der Zeit vor den Kämpfen zwischen den Truppen des Sultans und den Berbern bekannt.

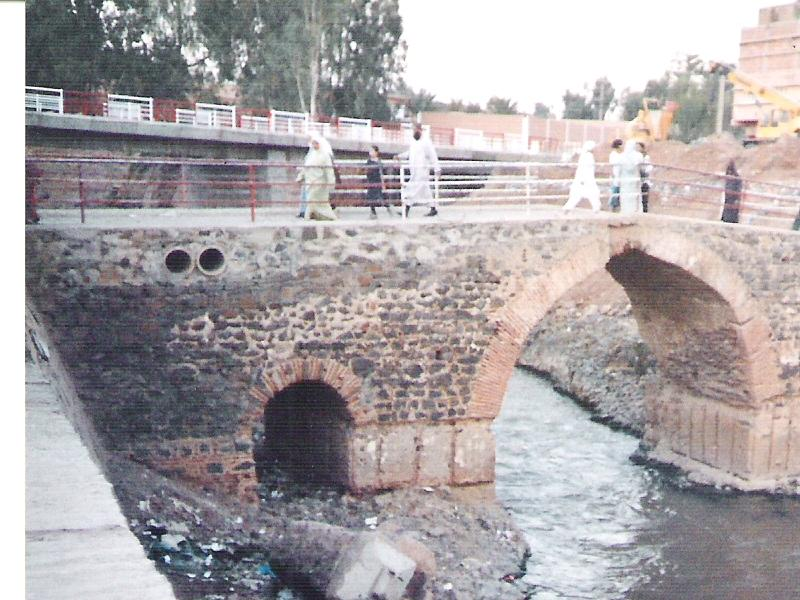
Khénifra – Pont Portugais (17. Jh.)

Das Gebiet wurde über Jahrhunderte zum Schlachtfeld. Der Alawiden-Sultan Mulai ar-Raschid besiegte 1668/69 die berberische Sufi-Bruderschaft der Dila und zerstörte ihren in der Nähe von Kasba Tadla gelegenen Hauptsitz (Zawiya). Der oberste Marabout und seine Begleiter flohen in das osmanisch kontrollierte Tlemcen (heute im Nordwesten Algeriens). Mit osmanischer Unterstützung kehrte der Dila-Marabout Ahmad al-Dalai 1677 aus dem Exil zurück, ließ die Zawiya wiederherstellen und erhielt erneut die Unterstützung der meisten Stämme aus der Tadla-Region und dem Mittleren Atlas gegen den Sultan. Der Nachfolger von ar-Raschid, Sultan Mulai Ismail konnte 1677 nur mühsam einen Sieg über den Orden erringen. Im Jahr 1688 ließ Mulai Ismail zur Absicherung seines Reiches entlang der Karawanenroute (Makhzen-Straße) in Khénifra eine befestigte Siedlung (Kasbah) errichten. Weitere Kasbahs entstanden in Kasba Tadla, Beni-Mellal und anderen Orten in einer Reihe. Diese Festungen entlang der Grenze des Makhzen-Landes mussten immer wieder Berberangriffen standhalten.
Seit 1877 befanden sich alle Stammesgruppen der als fremdenfeindlich geltenden Zaian-Berber unter dem Kommando von Moha ou Hammou (Caid Moha ou Hammou ez-Zaiani von der Zaian-Stammesgruppe Ait Harkat, um 1857–1921). Anfangs befand sich dieser einflussreiche Mann auf der Seite des Sultans. Bald wandte er sich jedoch von der Zentralregierung ab und begann, Karawanen zu überfallen und die umliegenden Städte bis nach Meknès anzugreifen. Nach Abschluss des Protektoratsvertrags im November 1912 nahm er den Kampf gegen die französischen Streitkräfte auf und erklärte den Dschihad. Im Frühjahr 1913 begannen die Franzosen mit ihrem Vormarsch Richtung Mittlerer Atlas entlang der Makhzen-Straße, die zur Operationsbasis für alle Gegner der Zentralherrschaft geworden war. Khénifra, die Basis von Moha ou Hammons Kämpfern wurde bei der operation Lyautey von drei Truppenkontingenten angegriffen, die aus Richtung Meknes, Rabat und Kasba Tadla angerückt waren. Unter dem Kommando von Colonel Paul Henrys waren 14.000 Mann beteiligt. Der Vormarsch auf die Stadt begann am 10. Juni 1914. Trotz heftiger Gegenwehr gelang es, am 12. Juni eine leere Stadt zu erobern. Der Caid und seine Leute hatten sich rechtzeitig zurückgezogen. Um eine wehrhafte Verteidigungslinie gegen die Atlasberge einzurichten, wurden in Khénifra vier Bataillone stationiert. In den folgenden Wochen gab es mehrere Angriffe der Berber auf die französische Stellung in der Stadt. Später im Sommer schlug Moha ou Hammon sein Winterlager rund 12 Kilometer südlich von Khénifra in el-Herri auf. Die Lage schien sich zu beruhigen, da einige Stammesmitglieder begannen, mit der Stadt Kontakt aufzunehmen und Handel zu treiben. Dennoch blieb Khénifra weiterhin eine belagerte Garnisonsstadt.
Der Ausbruch des Ersten Weltkriegs zwang die Franzosen zu einem Strategiewechsel. Generalresident Hubert Lyautey musste seine Pläne einer schnellen französischen Expansion aufgeben, einige Truppen wurden zurück nach Europa geschickt, und für Marokko wurde die „aktive Verteidigung“ zum Schlagwort. Lyautey besuchte am 5. Oktober 1914 Khénifra und gab die Handlungsanweisung, während der brüchigen Waffenruhe möglichst wenig mit den Aufständischen in Kontakt zu treten. Im Gegensatz dazu stand der Beschluss des Kommandanten von Khénifra, Colonel René Laverdure, die Operationsbasis von Moha ou Hammon in el-Herri anzugreifen, um ihn vernichtend zu schlagen. Am 13. November 1914 ließ Laverdure seine Truppen gegen das Zeltlager marschieren. Die Berber wurden völlig überrascht und flohen, während die Franzosen das Lager zerstörten. Auf dem Rückweg wurden die französischen Truppen jedoch von einer Überzahl von mehreren 1000 Zaian aus den umliegenden Bergen angegriffen. Von den sechs französischen Kompanien, zwei Mannschaften mit Kanonen und einer Kavallerieeinheit (insgesamt etwa 1230 Mann) wurden 613 Soldaten einschließlich Laverdure getötet. Einzig die schon vorher zurückgeschickten Verwundeten erreichten die Stadt. Khénifra entging nur knapp dem Schicksal, erobert zu werden. In diesem Fall wäre die gesamte Verteidigungslinie am Mittleren Atlas zusammengebrochen. An Khénifra schien für Lyautey das gesamte Protektorat zu scheitern; es blieben die schlimmsten Verluste während der „Befriedungsaktionen“ im Landesinnern. Der Kampf in dieser Region war erst 1921 mit dem Tod des Caid beendet.

## Stadtbild

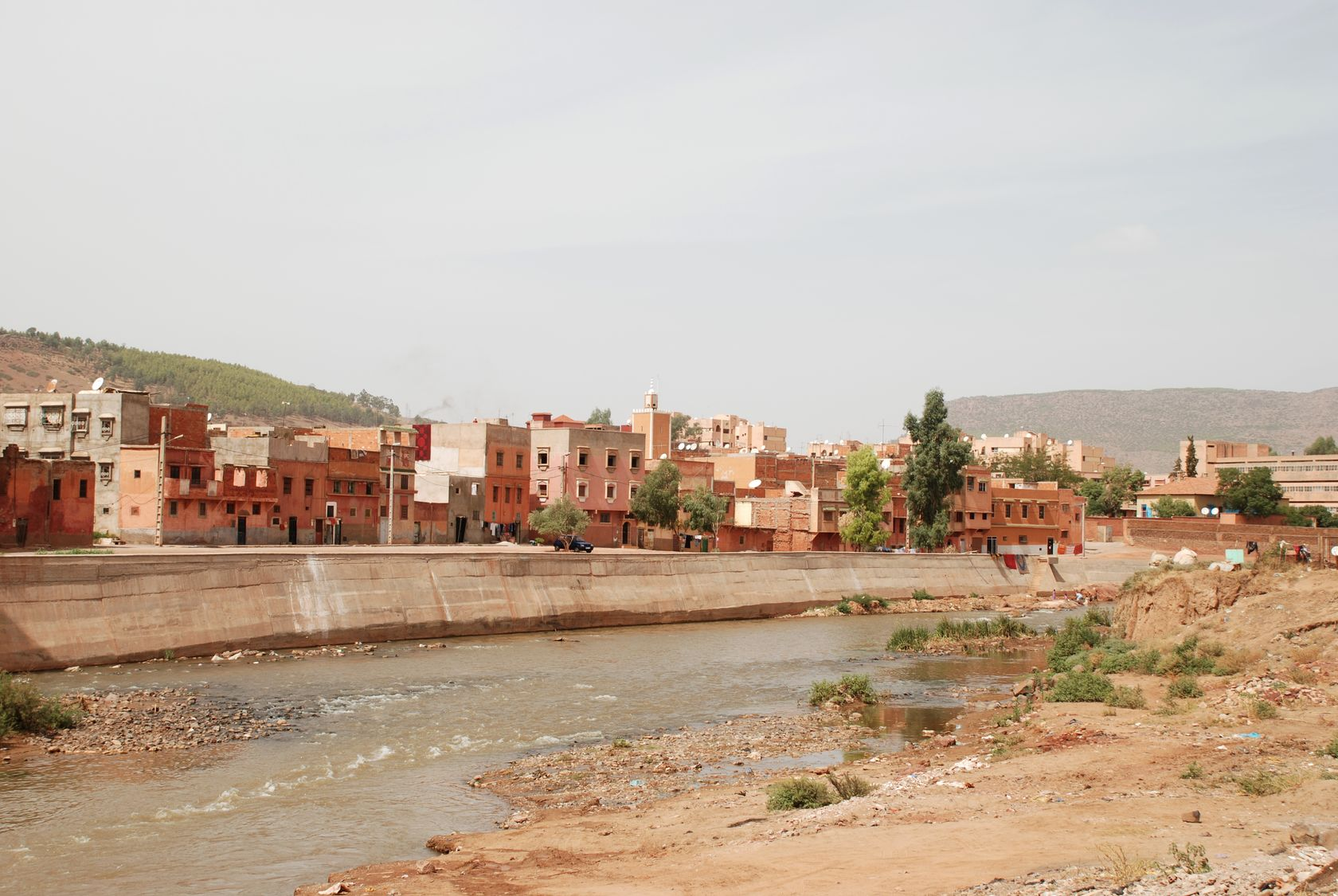
Blick auf Khénifra vom Ufer des Oum er-Rbia

Khénifra liegt zu beiden Seiten des Oum er-Rbia, der sich in nord-südlicher Richtung in einem engen Flussbett durch die Stadt schlängelt. Wegen seiner hohen Fließgeschwindigkeit gab es nie eine Furt, daher ließ Mulai Ismail im 17. Jahrhundert zeitgleich mit der Kasbah eine Brücke erbauen. Die dreibogige Steinbrücke mit einem großen mittleren Spitzbogen und zwei kleinen seitlichen Öffnungen ist die einzige Sehenswürdigkeit der Stadt und heißt – wahrscheinlich wegen der christlichen Gefangenen, die sie erbauten – Pont Portugais, genauso wie eine wesentlich längere Brücke in Kasba Tadla. Die modernen Geschäfts- und Wohnviertel mit langgezogenen Wohnblocks entlang breiter Straßen sind einheitlich in der landestypischen rotbraunen Farbe gestrichen. Sie liegen auf der linken (östlichen) Seite des Flusses. Außer dem Pont Portugais führen zwei neue Straßenbrücken auf die rechte Flussseite. Um die kleine alte Medina mit ihrem Marktbereich sind dort weitläufige einfache Wohnviertel entstanden. Von der Kasbah des Moha ou Hammou sind kaum noch Ruinen vorhanden. Zumindest bis Anfang der 1970er Jahre gab es noch geringe Reste der Kasbah Mulai Ismails.

## Städtepartnerschaft
Carrières-sous-Poissy in der französischen Region Île-de-France ist Partnerstadt von Khénifra.

## Söhne und Töchter der Stadt
- Mohamed Rouicha (1950–2012), Komponist, Musiker und Sänger
- Jaouad Gharib (* 1972), Langstreckenläufer
- Youssef Baba (* 1979), Mittelstreckenläufer
- Soufiane Haddi (* 1991), Radrennfahrer
- Aziz Lahbabi (* 1991), Langstreckenläufer